# Alexander Parkes

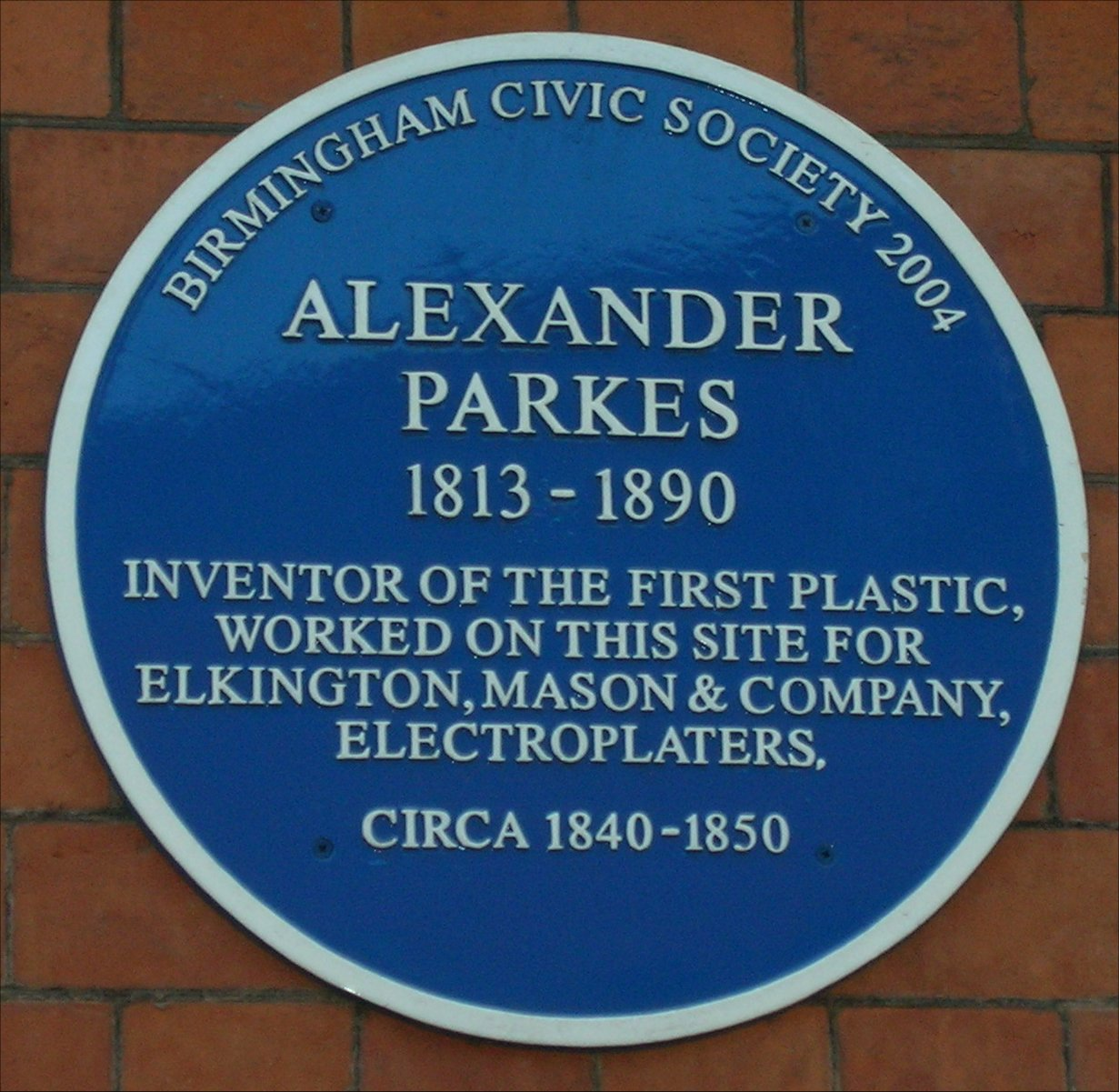
Gedenktafel für Alexander Parkes in Birmingham

Alexander Parkes (* 29. Dezember 1813 in Birmingham; † 29. Juni 1890 in Dulwich, England) war ein Metallurge und Erfinder, der unter anderem das Zelluloid erfand.

## Leben
Er war Sohn eines Herstellers von Messingschlössern, ging beim Messinggießer Messenger and Sons in die Lehre und arbeitete dann für George und Henry Elkington, die den Galvanik-Prozess patentiert hatten. Parkes war in der Gussabteilung eingesetzt und interessierte sich bald für die kurz zuvor entdeckte Galvanik. 1841 erhielt er sein erstes Patent für die Galvanisierung graziler Kunstwerke. 1850 entwickelte und patentierte er den Parkes-Prozess. 1855 entwickelte er Parkesine, den ersten thermoplastischen Kunststoff, für den er auf der Weltausstellung 1862 in London einen Preis erhielt.
1866 gründete er The Parkesine Company in Hackney Wick, London, für die Massenproduktion. Er hatte damit jedoch keinen Erfolg, da Parkesine teuer in der Herstellung war, zu Rissbildung neigte und hochentzündlich war. Sein Partner Daniel Spill entwickelte es weiter und nannte es in verbesserter Form Xylonite. Das führte zu einem Patentstreit mit John Wesley Hyatt, der 1870 in den USA das Zelluloid entwickelt hatte. Das Gericht entschied, dass Parkes der Erfinder sei.
Er hatte über 80, nach anderen Angaben 46 Patente, hauptsächlich zur Metallurgie.
Mit seiner ersten Frau hatte er acht Kinder, mit seiner zweiten Frau zwölf Kinder.

## Parkes-Verfahren
Beim Verhütten von Bleierz nach von Parkes entwickelten Parkes-Verfahren entsteht unreines, auch silberhaltiges Werkblei. Dieses wird mit etwa 2 % Zink versetzt, das das Silber an sich zieht und auf der Oberfläche des Bleis einen Schaum bildet, der abgeschöpft werden kann. Dieser Schaum enthält Zink, Blei und Silber. Das Zink wird verdampft. Blei und Silber bleiben in einem Verhältnis 1:1 zurück. Anschließend erfolgt die Kupellation. Die Blei-Silber-Mischung wird erhitzt und mit Luft versetzt, wobei das Blei oxidiert und durch Rinnen abfließt. Irgendwann reißt die letzte Schicht Bleioxyd auf und das Blicksilber schaut hervor. Später erfolgte, in Anodenplatten gegossen, die Raffination durch Elektrolyse.